# Joachim Krüger (Historiker)
Joachim Krüger  (* 15. November 1971 in Barth) ist ein deutscher Historiker und Hochschullehrer. 

## Leben
Er studierte von 1991 bis 1994 evangelische Theologie an den Universitäten in Greifswald und Heidelberg und von 1994 bis 2000 Geschichte und Vor- und Frühgeschichte (Magister, zwei Hauptfächer) und im Beifach Schwedische Sprache. Während der Promotion (2001–2004) am Historischen Institut der Universität Greifswald bei Michael North und Jens E. Olesen, Thema Die landesherrliche Münzprägung im Herzogtum Pommern und in Schwedisch Pommern in der frühen Neuzeit (1580–1715), gefördert durch ein Landesgraduiertenstipendium des Landes Mecklenburg-Vorpommern, war er Gastkollegiat am Graduiertenkolleg Kontaktzone Mare Baltikum. Fremdheit und Integration im Ostseeraum.
Als wissenschaftlicher Mitarbeiter (2004–2007) am Lehrstuhl für Nordische Geschichte des Historischen Instituts der Universität Greifswald führte er ein eigenes Forschungsprojekt am dänischen Rigsarkivet in Kopenhagen in Zusammenarbeit mit dem Saxo-Institutet, Københavns Universitet, Thema: Pomeranica und Sueco-Pomeranica im dänischen Reichsarchiv in Kopenhagen (bis 2008), durch. Von 2007 bis 2013 war er wissenschaftlicher Assistent am Lehrstuhl für Nordische Geschichte des Historischen Instituts der Ernst-Moritz-Arndt-Universität Greifswald.
Von 2013 bis 2017 wechselte er an die Stiftung Schleswig-Holsteinische Landesmuseen Schloss Gottorf in Schleswig. 2013 bis 2015 war er Kurator der Sonderausstellung „Von Degen, Segeln und Kanonen – der Untergang der Prinzessin Hedvig Sofia“ in Zusammenarbeit mit The Maritime Museum of Finland in Kotka und 2015 bis 2017 Kurator der Sonderausstellung „Luthers Norden“ in Zusammenarbeit mit dem Pommerschen Landesmuseum Greifswald und der Nordkirche. Nach der Habilitation 2017 für die Fachgebiete Mittelalter und Frühe Neuzeit mit der Habilitationsschrift Der letzte Versuch einer Hegemonialpolitik am Öresund: Dänemark-Norwegen und der Große Nordische Krieg (1700–1721) übernahm er von Wintersemester 2017/2018 bis zum Wintersemester 2019/2020 die Vertretungsprofessur des Lehrstuhls für Allgemeine Geschichte des Mittelalters und historische Hilfswissenschaften am Historischen Institut.
Krüger ist Mitglied der Historischen Kommission für Pommern.

## Forschungsschwerpunkte
Seine Forschungsschwerpunkte sind Geschichte Skandinaviens im Mittelalter und in der frühen Neuzeit, allgemeine Geschichte des Mittelalters und der frühen Neuzeit, Geld- und Wirtschaftsgeschichte, Historische Hilfswissenschaften, Geschichte der Reformation, vergleichende Landes- und Regionalgeschichte, der Große Nordische Krieg, Maritim-Geschichte und Unterwasserarchäologie, besonders Bronzezeit im Tollensetal.

## Schriften (Auswahl)
Monographien
- Zwischen dem Reich und Schweden. Die landesherrliche Münzprägung im Herzogtum Pommern und in Schwedisch-Pommern in der frühen Neuzeit (ca. 1580–1715) (= Nordische Geschichte. Band 3). LIT, Berlin 2006, ISBN 3-8258-9768-0 (zugleich Dissertation, Greifswald 2004).
- Wolgast in der Asche. Ausgewählte Quellen zur Lustration der Stadt in der Dänenzeit (1715–1721) (= Publikationen des Lehrstuhls für Nordische Geschichte. Band 8). Panzig, Greifswald 2007, ISBN 3-86006-295-6.
- Dänemark und Pommern. Sachthematisches Archivinventar zu den Beständen an Pomeranica und Sueco-Pomeranica im dänischen Reichsarchiv in Kopenhagen (= Publikationen des Lehrstuhls für Nordische Geschichte. Band 12). Panzig, Greifswald 2010, ISBN 978-3-86006-349-1.
- Der letzte Versuch einer Hegemonialpolitik am Öresund. Dänemark-Norwegen und der Große Nordische Krieg (1700-1721) (= Nordische Geschichte, Bd. 13). LIT, Berlin 2019, ISBN 978-3-643-14480-5.

Herausgeberschaften
- mit Carola Häntsch und Jens E. Olesen: Thomas Thorild (1759–1808). Ein schwedischer Philosoph in Greifswald (= Publikationen des Lehrstuhls für Nordische Geschichte. Band 10). Panzig, Greifswald 2008, ISBN 978-3-86006-326-2.
- mit Martin Krieger: Regna firmat pietas. Staat und Staatlichkeit im Ostseeraum. Festgabe zum 60. Geburtstag von Jens E. Olesen. Greifswald 2010, ISBN 978-3-86006-359-0.
- mit Ralf Gunnar Werlich und Norbert Buske: Die Herzöge von Pommern. Zeugnisse der Herrschaft des Greifenhauses. Zum 100-jährigen Jubiläum der Historischen Kommission für Pommern (= Veröffentlichungen der Historischen Kommission für Pommern. Reihe V. Band 45). Böhlau, Wien u. a. 2012, ISBN 3-412-20712-8.
- mit Ralf Bleile: "Princess Hedvig Sofia" and the Great Northern War. Sandstein Verlag, Dresden 2015, ISBN 3-95498-166-1.
- mit Kirsten Baumann und Uta Kuhl: Luthers Norden. Michael Imhof Verlag, Petersberg 2017, ISBN 978-3-7319-0414-4.
- mit Gundula Lidke, Sebastian Lorenz und Thomas Terberger: Tollensetal 1300 v. Chr. Das älteste Schlachtfeld Europas. (= Archäologie in Deutschland, Sonderheft 19/2020). wbg, Darmstadt 2020, ISBN 978-3-8062-4262-1.